# Soprintendenza Speciale Archeologia Belle Arti e Paesaggio di Roma
La Soprintendenza Speciale Archeologia, Belle Arti e Paesaggio di Roma (talora abbreviata SSABAP) è un organo periferico del Ministero per i beni e le attività culturali preposto alla tutela e valorizzazione del patrimonio archeologico, culturale e paesistico sito in Roma e di pertinenza statale, eccettuate le aree appartenenti ai parchi archeologici e ai musei ad autonomia speciale. Ha sede in piazza dei Cinquecento 67, ed è attualmente diretta da Daniela Porro.
Essa non va confusa con la Sovrintendenza capitolina ai beni culturali, cui invece spetta la gestione dei beni archeologici, storico-artistici e monumentali siti a Roma e di proprietà comunale.

## Organizzazione
La Soprintendenza è un istituto del MiC dotato di autonomia speciale.La Soprintendenza è dotata di tre organi amministrativi, che prevedono la figura del Soprintendente, del Consiglio di Amministrazione e del Collegio dei revisori dei conti. Il Soprintendente presiede il consiglio di amministrazione. La Soprintendenza ha un bilancio di previsione per il 2016 pari a 42,3 milioni di euro.

## Compiti e servizi
I principali compiti della Soprintendenza sono: 
- autorizzare qualsiasi attività o intervento che incida il sottosuolo o possa in altro modo interessare strutture e beni archeologici presenti nelle aree sottoposte a vincolo;
- condurre direttamente indagini archeologiche con fini conoscitivi, scientifici o di archeologia preventiva;
- manutenere, conservare e restaurare le aree archeologiche e tutti i manufatti antichi presenti nel territorio di competenza.

La Soprintendenza fornisce una serie di servizi dedicati alla tutela e alla valorizzazione dei beni archeologici, e alla catalogazione e archiviazione della documentazione scientifica che li riguarda:
- Ufficio vincoli, che predispone e archivia tutti i vincoli archeologici sui beni immobili che rientrano nel territorio di competenza della Soprintendenza;
- Servizio di fotoriproduzione, atto a fornire riproduzioni fotografiche, autorizzazioni a nuove riprese fotografiche e multimediali, oltre che a concedere i diritti di pubblicazione per fotoriproduzioni già possedute;
- Servizio biblioteca, che offre un servizio bibliotecario fortemente specialistico;
- Archivio storico, il quale custodisce e organizza tutto il patrimonio archivistico della Soprintendenza;
- Servizio educativo;
- Servizio di tutela beni mobili;
- Servizio SITAR (Sistema informativo territoriale Archeologico di Roma);
- Archivio FotoSAR Archiviato il 18 gennaio 2016 in Internet Archive., fototeca on line, che attualmente contiene le immagini delle opere esposte nelle sedi del Museo nazionale romano, le aree archeologiche e i monumenti aperti alla visita del pubblico.

## Luoghi della cultura

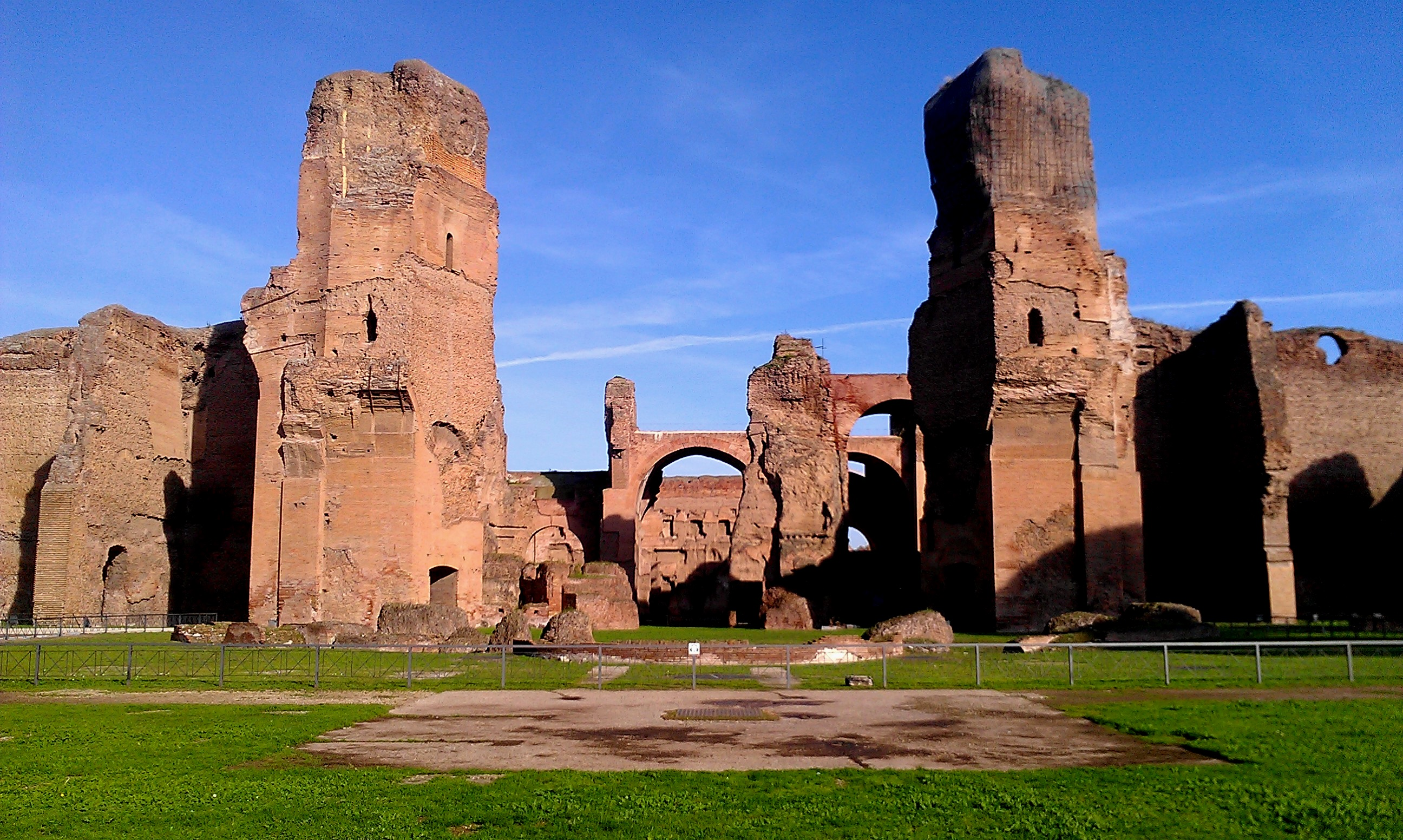
Terme di Caracalla

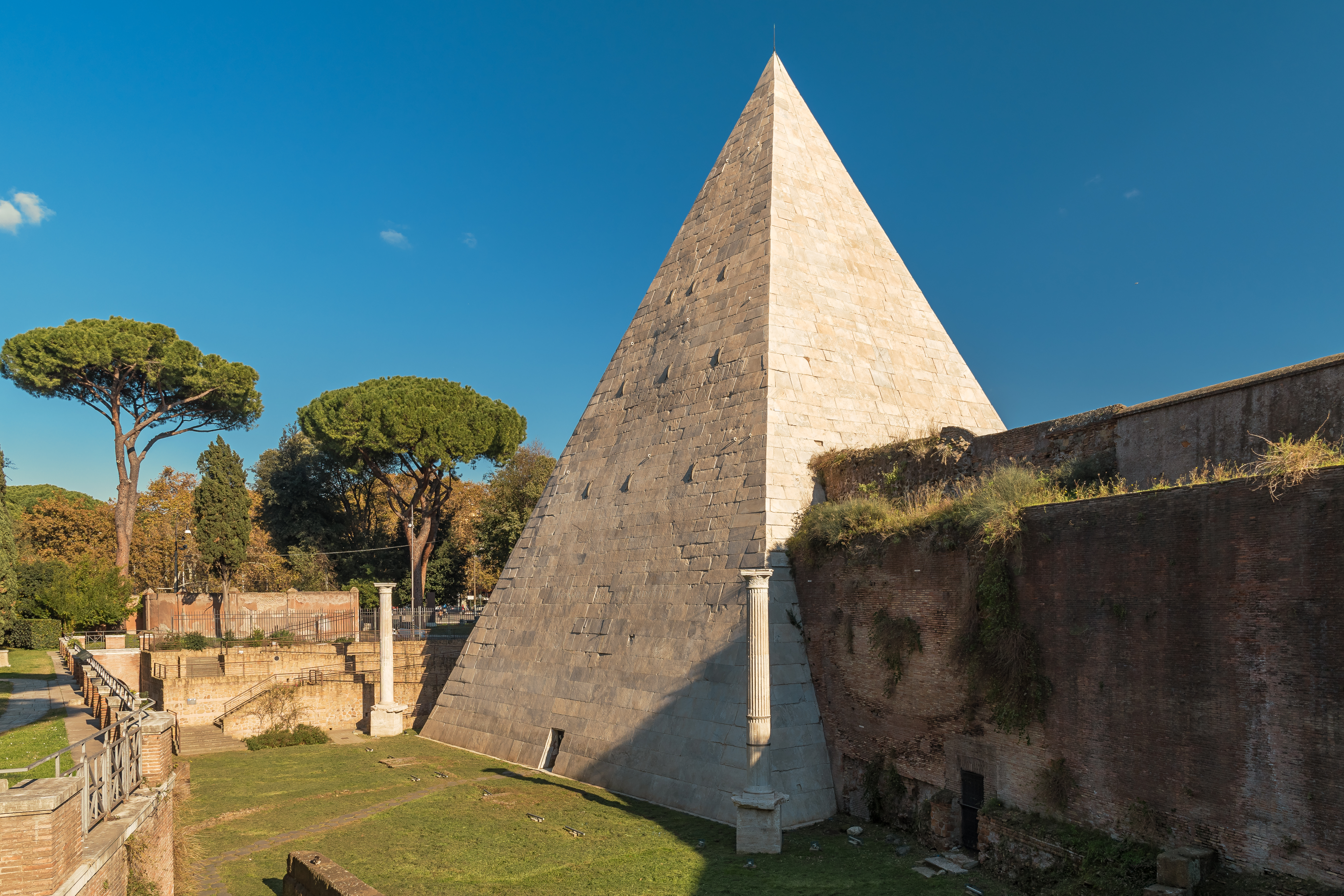
Piramide Cestia

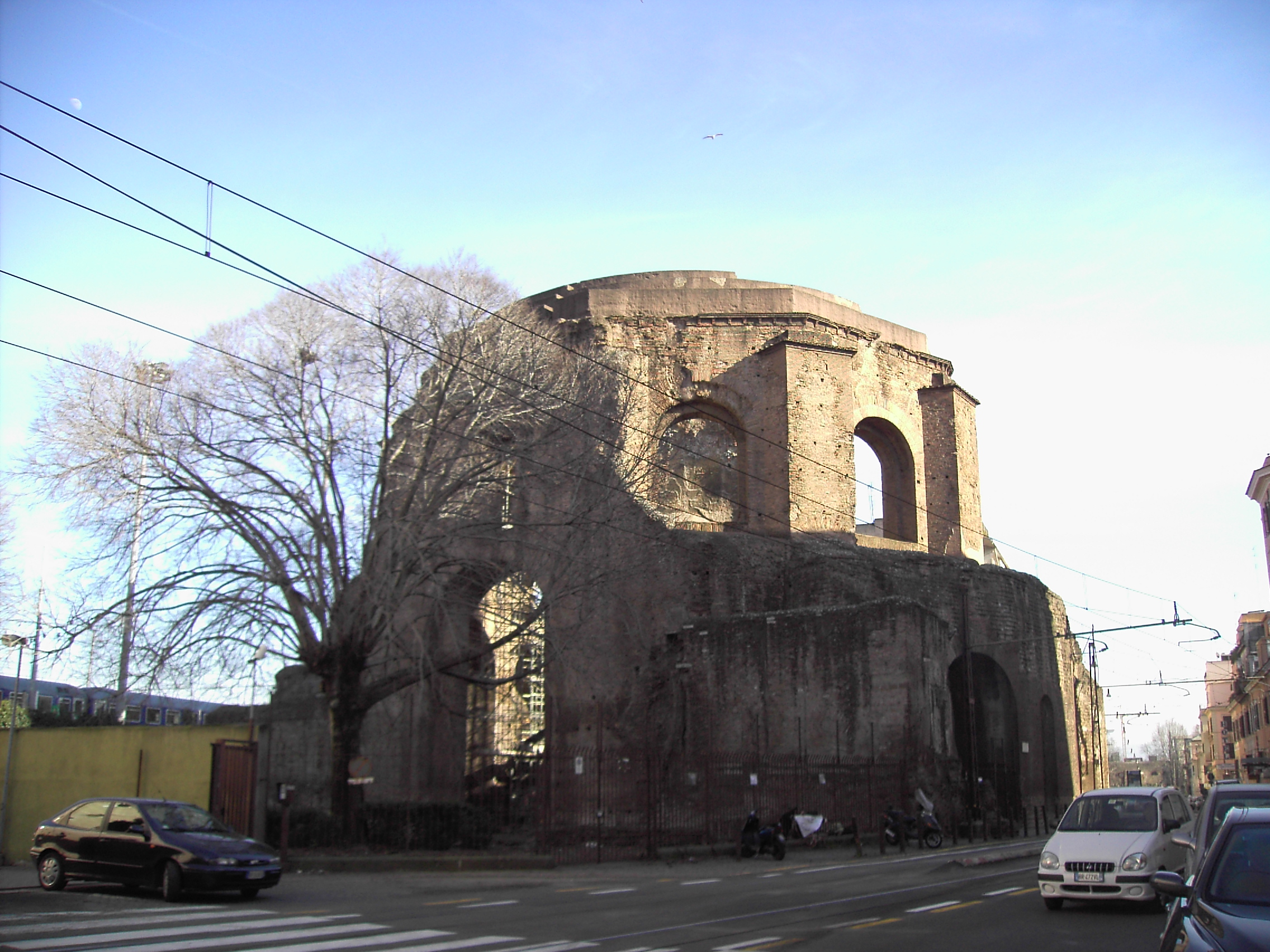
Tempio di Minerva Medica

La Soprintendenza gestisce direttamente i seguenti siti:
- Arco di Malborghetto;
- Basilica sotterranea di Porta Maggiore;
- Casa Bellezza;
- Comprensorio archeologico di Santa Croce in Gerusalemme;
- Deposito pleistocenico della Polledrara di Cecanibbio;
- Fonte di Anna Perenna;
- Ipogeo degli Ottavi;
- Mausoleo "La Celsa";
- Mausoleo di Sant'Elena;
- Mitreo Barberini;
- Mitreo di Santa Prisca;
- Museo Via Ostiense a Porta San Paolo;
- Museo diffuso del Rione Testaccio;
- Necropoli di Villa Doria Pamphilj;
- Parco Archeologico di Crustumerium;
- Parco Archeologico di Gabii;
- Piramide di Caio Cestio;
- Tempio di Minerva Medica;
- Tempio di Portunus al Foro Boario;
- Terme di Caracalla;
- Tombe di Fadilla e dei Nasoni;
- Villa del Cimitero Flaminio;
- Villa di Livia.

## SITAR

SITAR.

La Soprintendenza Speciale per i Beni Archeologici di Roma sin dal 2007 ha attivato il progetto Sistema Informativo Territoriale Archeologico di Roma (SITAR)  finalizzato all'analisi, alla conoscenza ed alla valorizzazione di tutto il patrimonio storico e archeologico dell'area metropolitana di Roma. Sviluppato da MiBAC - Soprintendenza Speciale BB.AA. di Roma, con licenza open source, il sistema si compone di quattro livelli informativi primari, necessari alla costruzione ed al mantenimento di un catasto dinamico delle informazioni scientifiche e amministrative:
- le Origini dell'Informazione, rappresentazione delle aree soggette ad indagini archeologiche;
- le Partizioni Archeologiche, le evidenze materiali emerse in ciascun punto del territorio;
- le Unità Archeologiche, i monumenti ed i complessi archeologici e storici univocamente identificati e descritti nel SITAR;
- i Dispositivi di Tutela archeologica e monumentale, gli strumenti giuridici che salvaguardano il Patrimonio storico-archeologico della capitale.

Scopo del progetto è il reperimento dati e la digitalizzazione degli elaborati d'archivio sul patrimonio archeologico della capitale. Il progetto gode anche di una bibliografia scientifica dedicata:
- Roberto Cecchi (a cura di), Roma Archeologia - Interventi per la Tutela e la Fruizione del Patrimonio Archeologico - Terzo Rapporto, Roma 2011;
- Mirella Serlorenzi (a cura di), Atti della Giornata di studio sul SITAR - Roma, Palazzo Massimo alle Terme, 26 ottobre 2010, Roma 2011.

## Ricavi da biglietti e servizi aggiuntivi
La biglietteria dei siti gestiti ed i servizi aggiuntivi ivi operanti hanno portato nel 2015 alla Soprintendenza ricavi complessivi per oltre 60 milioni di euro. Per la sola biglietteria i ricavi sono stati pari ad oltre 47 milioni di euro e per questi, al concessionario (Mondadori Electa e Coopculture) è riconosciuto dal vigente contratto un aggio del 14%. Segue il dettaglio dei ricavi 2015:
| Voce                         | Totale        | Soprintendenza | Concessionario |
| ---------------------------- | ------------- | -------------- | -------------- |
| biglietteria (con Roma pass) | 47048411,50 € | 40461633,89 €  | 6586777,61 €   |
| librerie (30,2%)             | 3579208,42 €  | 1080920,94 €   | 2498287,48 €   |
| librerie (10%)               | 1772033,74 €  | 177203,37 €    | 1594830,37 €   |
| visite speciali              | 1148405,00 €  | 307627,84 €    | 840777,16 €    |
| audioguide                   | 2538806,00 €  | 0 €            | 2538806,00 €   |
| visite guidate               | 544974,50 €   | 0 €            | 544974,50 €    |
| prenotazione prevendite      | 3536091,50 €  | 0 €            | 3536091,50 €   |
| prevendite visite speciali   | 335910,80 €   | 89981,77 €     | 242959,03 €    |
| Totale                       | 60503841,46 € | 42117367,81 €  | 18383503,65 €  |